# Ortholasma coronadense
Ortholasma coronadense is een hooiwagen uit de familie aardhooiwagens (Nemastomatidae). De originele naamcombinatie (protoniem) was Ortholasma coronadensis Cockerell, 1916, Maar met een verkeerde geslacht van de soortnaam. De soortnaam is bijgewerkt naar de latere formatie Ortholasma coronadense Cockerell, 1916.